# Episodi di Perfetti... ma non troppo (quarta stagione)
La quarta stagione di Perfetti... ma non troppo è andata in onda in prima visione negli Stati Uniti d'America dal 18 aprile al 6 giugno 2006 sul network ABC; composta da 13 episodi, è stata poi sospesa per bassi ascolti dopo i primi cinque. Successivamente gli 8 episodi non mandati in onda originariamente sono stati trasmessi tra il 18 e il 24 giugno 2009 su Lifetime.
In Italia è andata in onda sul canale satellitare Fox. In chiaro è andata in onda in contemporanea satellitare dal 1º aprile al 13 maggio 2007 sul canale MTV.
| nº | Titolo originale               | Titolo italiano               | Prima TV USA   | Prima TV Italia |
| -- | ------------------------------ | ----------------------------- | -------------- | --------------- |
| 1  | The Devil Wears Burberry (1)   | Aria di cambiamenti (1)       | 18 aprile 2006 | 1º aprile 2007  |
| 2  | The Devil Wears Burberry (2)   | Aria di cambiamenti (2)       | 25 aprile 2006 | 1º aprile 2007  |
| 3  | A Crush Grows in Brooklyn      | Un amore a Brooklyn           | 2 maggio 2006  | 8 aprile 2007   |
| 4  | Why Are You Hurting Claude?    | Perché fai del male a Claude? | 30 maggio 2006 | 8 aprile 2007   |
| 5  | Flirting with De-feet          | Piedisti per caso             | 6 giugno 2006  | 15 aprile 2007  |
| 6  | The Owl Specialist             | L'esperto di gufi             | 18 giugno 2009 | 15 aprile 2007  |
| 7  | Red Carpet Claude              | Un tappeto rosso per Claude   | 19 giugno 2009 | 22 aprile 2007  |
| 8  | Kip Steadman's Guide To Dating | Manuale di corteggiamento     | 19 giugno 2009 | 22 aprile 2007  |
| 9  | Reinventing The Wheel          | La reinvenzione della ruota   | 20 giugno 2009 | 29 aprile 2007  |
| 10 | And The Award Goes To          | Un premio per Lydia           | 20 giugno 2009 | 29 aprile 2007  |
| 11 | I Hear An Ear                  | Scelte difficili              | 23 giugno 2009 | 6 maggio 2007   |
| 12 | Banished and Famished          | Per una lacrima in più        | 23 giugno 2009 | 6 maggio 2007   |
| 13 | Sex, Lies and Office Supplies  | Tradimenti                    | 24 giugno 2009 | 13 maggio 2007  |